# Ireneusz Jeleń
Ireneusz Jeleń [irɛˈnɛuʃ ˈjɛlɛɲ] (anhörenⓘ) (* 9. April 1981 in Cieszyn) ist ein ehemaliger polnischer Fußballspieler.

## Karriere
Der 1,82 m große und 74 kg schwere Stürmer begann seine Karriere in seiner Heimatstadt an der tschechischen Grenze bei Piast Cieszyn. Über den Viertligisten Beskid Skoczów wechselte er 2002 in die erste polnische Liga zu Wisła Płock, wo er sofort Stammspieler wurde. In 100 Ligaspielen erzielte er 45 Tore. 2006 gewann er mit seinem Verein den polnischen Pokal. Am 11. Dezember 2003 bestritt Jeleń sein erstes Länderspiel gegen Malta. In bisher 23 Länderspielen schoss er vier Tore. Am 15. Mai 2006 berief ihn Nationaltrainer Paweł Janas in den polnischen WM-Kader. Dort galt er allerdings lediglich als Ergänzungsspieler, durch seine starke Leistungen als Einwechselspieler im ersten Gruppenspiel der Weltmeisterschaft beim 0:2 gegen Ecuador wurde er zum Stammspieler und im Spiel gegen die deutsche Nationalmannschaft war er einer der wenigen Leistungsträger der polnischen Nationalmannschaft. Seit Juli 2006 spielte er für den Verein AJ Auxerre in der französischen Ligue 1. Ende August 2011 wurde sein Wechsel zum Ligakonkurrenten OSC Lille bekannt. Nach einem Jahr, in dem er sich nicht durchsetzen konnte, wurde sein Vertrag im Juli 2012 nicht verlängert. Im Oktober 2012 unterschrieb er beim polnischen Erstligisten Podbeskidzie Bielsko-Biała einen Vertrag bis zum Saisonende 2012/13. Im Dezember 2012 nahm er jedoch einen Klausel in seinem Vertrag wahr und löste ihn zum 1. Januar 2013 auf. Ende Februar 2013 unterschrieb er dann einen Vertrag bis zum Saisonende 2012/13 beim Ligakonkurrenten Górnik Zabrze. Dieser wurde aber nicht verlängert und Jeleń war zunächst vereinslos. Nach einem Jahr ohne Verein kehrte er schließlich zu seinem Heimat- und Jugendverein Piast Cieszyn zurück. Im Dezember 2014 beendete Ireneusz Jeleń seine Fußballerkarriere.

## Titel und Erfolge
- 1× Polnischer Pokalsieger (2006)
- 1× Polnischer Supercupsieger (2006)
- 1× WM-Teilnahme (2006)
- 1× Spieler des Monats der Ligue 1 (Oktober 2009)